# جواو خوسيه دوس سانتوس
جواو خوسيه دوس سانتوس هو لاعب كرة قدم برازيلي، ولد في 25 يوليو 1955 في ريسيفي في البرازيل. لعب مع نادي فلامنغو.

## وصلات خارجية
- جواو خوسيه دوس سانتوس على موقع قاعدة بيانات كرة القدم.إي يو (الإنجليزية)
- جواو خوسيه دوس سانتوس على موقع اللجنة الأولمبية الدولية (الإنجليزية)
- جواو خوسيه دوس سانتوس على موقع أوليمبيديا (الإنجليزية)